# Jorge González (voetballer)
Jorge Alberto González Barillas (San Salvador, 13 maart 1958) is een voormalig profvoetballer uit El Salvador. Hij speelde als aanvaller en droeg de bijnamen El Mago ('de tovenaar') en Mágico ('de magische').

## Clubcarrière
González speelde in eigen land jarenlang voor Club Deportivo FAS. In 1977 werd hij door de club uit Santa Ana overgenomen van Independiente. Het hoogtepunt van zijn periode bij Club Deportivo was de winst van de CONCACAF Champions Cup in 1979. Verder werd de aanvaller in 1978, 1979 en 1981 landskampioen met zijn club.
In 1982 vertrok Jorge González naar Spanje om bij Cádiz CF te gaan spelen. Na twee seizoenen bij deze club werd hij gecontracteerd door Real Valladolid, waar González van 1984 tot 1986 zou spelen. Daarna keerde hij terug bij Cádiz CF en vanaf 1986 ging de aanvaller weer voor Club Deportivo FAS spelen. Bij deze club beëindigde González in 2000 zijn loopbaan als profvoetballer, na in 1995 en 1996 nogmaals de landstitel te hebben gewonnen.

## Interlandcarrière
González nam met het Salvadoraans nationaal elftal deel aan het WK 1982. El Salvador verloor alle drie de groepswedstrijden, waaronder een 10-1 nederlaag tegen Hongarije. González speelde alle drie de wedstrijden. In totaal kwam de aanvaller tussen 1979 en 1998 tot 48 interlands, waarin hij veertig doelpunten maakte.